# Slawa Leontjew

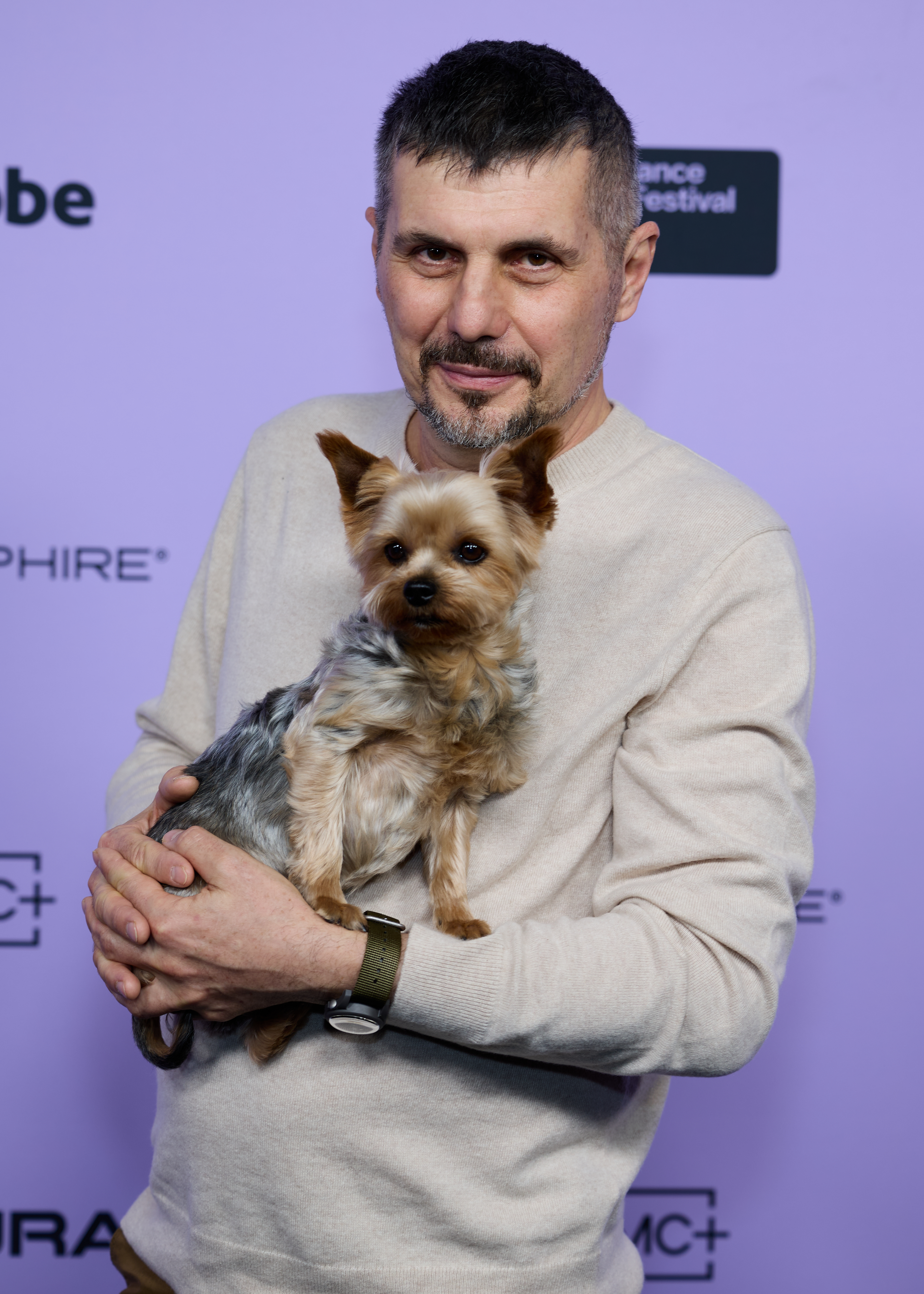
Slawa Leontjew beim Sundance Film Festival 2024

Stanislaw Wiktorowytsch Leontjew (ukrainisch Станіслав Вікторович Леонтьєв), besser bekannt als Slawa Leontjew (Слава Леонтьєв), ist ein ukrainischer Filmemacher und Veteran.

## Karriere
Leontjew wurde in Charkiw geboren und studierte an der dortigen Staatlichen Kunstschule, wo er seine Frau Anna Stassenko kennenlernte. Sie lebten zusammen auf der Krim, wo sie mit Porzellankunst begannen. Nach der Annexion der Krim 2014 zogen sie nach Charkiw. Während des Russisch-Ukrainischen Krieges platzierte das Ehepaar Porzellanstatuen von Tieren in den Trümmern ihrer Heimatstadt. Dabei kreierte er die Figuren und Stassenko bemalte sie. Im Jahr 2022 wurde er als Soldat in die Ukrainischen Streitkräfte eingezogen, wo er ukrainische Zivilisten ausbildete. Über diese Erfahrungen drehte er mit Regisseur Brendan Bellomo den Dokumentarfilm Porcelain War. Dieser wurde auf vielen Filmfestivals gezeigt und gewann über 40 Preise. Zudem wurde er für einen Oscar in der Kategorie Bester Dokumentarfilm nominiert.

## Auszeichnungen (Auswahl)
- 2024: Jurypreis des Sundance Film Festival in der Kategorie Bester Dokumentarfilm für Porcelain War
- 2025: Directors Guild of America Award in der Kategorie Bester Regisseur eines Dokumentarfilms für Porcelain War
- 2025: Oscar-Nominierung in der Kategorie Bester Dokumentarfilm für Porcelain War